# Élections législatives de 1877 dans le Cantal
Les élections législatives de 1877 ont eu lieu les 14 et 28 octobre 1877.

## Députés élus
|   | Circonscription | Député sortant        |  | Groupe parlementaire   | Député élu           |  | Groupe parlementaire |
| - | --------------- | --------------------- |  | ---------------------- | -------------------- |  | -------------------- |
| 1 | Aurillac        | Raymond Bastid        |  | Centre gauche          | Raymond Bastid       |  | Centre gauche        |
| 2 | Mauriac         | Jean-Jacques Durrieu  |  | Union républicaine     | Jean-Jacques Durrieu |  | Union républicaine   |
| 3 | Murat           | Antoine de Castellane |  | Centre constitutionnel | Guillaume Teissèdre  |  | Centre gauche        |
| 4 | Saint-Flour     | Jean Oudoul           |  | Gauche républicaine    | Jean Oudoul          |  | Gauche républicaine  |

## Résultats à l'échelle du département
|                | Républicains conservateurs        | 19 109 | 40,93  | 2 |  |  |
|                | Légitimistes                      | 9 584  | 20,53  | 0 |  |  |
|                | Gauche républicaine, Républicains | 6 923  | 14,83  | 1 |  |  |
|                | Union républicaine                | 5 644  | 12,09  | 1 |  |  |
|                | Constitutionnels                  | 5 379  | 11,52  | 0 |  |  |
|                | Divers                            | 24     | 0,05   | 0 |  |  |
|                |                                   |        |        |   |  |  |
| Inscrits       | Inscrits                          | 59 156 | 100,00 | 4 |  |  |
| Votants        | Votants                           | 46 761 | 79,05  |   |  |  |
| Abstentions    | Abstentions                       | 13 397 | 20,95  |   |  |  |
| Blancs et nuls | Blancs et nuls                    | 76     | 0,16   |   |  |  |
| Exprimés       | Exprimés                          | 46 685 | 99,84  |   |  |  |

## Résultats par arrondissement

### Arrondissement d'Aurillac
| Candidats      | Candidats      | Étiquette,                 | Premier tour | Premier tour |
| Candidats      | Candidats      | Étiquette,                 | Voix         | %            |
| -------------- | -------------- | -------------------------- | ------------ | ------------ |
|                | Raymond Bastid | Républicains conservateurs | 14 834       | 79,25        |
|                | de Chazelles   | Légitimistes               | 3 884        | 20,75        |
|                |                |                            |              |              |
| Inscrits       | Inscrits       | Inscrits                   | 23 156       | 100,00       |
| Votants        | Votants        | Votants                    | 18 741       | 80,93        |
| Abstention     | Abstention     | Abstention                 | 4 415        | 19,07        |
| Blancs et nuls | Blancs et nuls | Blancs et nuls             | 23           | 0,12         |
| Exprimés       | Exprimés       | Exprimés                   | 18 718       | 99,88        |

### Arrondissement de Mauriac
| Candidats      | Candidats            | Étiquette,         | Premier tour | Premier tour |
| Candidats      | Candidats            | Étiquette,         | Voix         | %            |
| -------------- | -------------------- | ------------------ | ------------ | ------------ |
|                | Jean-Jacques Durrieu | Union républicaine | 5 644        | 51,04        |
|                | Jules Excourbaniès   | Constitutionnel    | 5 379        | 48,64        |
|                | Divers               | Divers             | 35           | 0,32         |
|                |                      |                    |              |              |
| Inscrits       | Inscrits             | Inscrits           | 14 654       | 100,00       |
| Votants        | Votants              | Votants            | 11 071       | 75,55        |
| Abstention     | Abstention           | Abstention         | 3 583        | 24,45        |
| Blancs et nuls | Blancs et nuls       | Blancs et nuls     | 13           | 0,12         |
| Exprimés       | Exprimés             | Exprimés           | 11 058       | 99,88        |

### Arrondissement de Murat
| Candidats      | Candidats           | Étiquette,                 | Premier tour | Premier tour |
| Candidats      | Candidats           | Étiquette,                 | Voix         | %            |
| -------------- | ------------------- | -------------------------- | ------------ | ------------ |
|                | Guillaume Teissèdre | Républicains conservateurs | 4 275        | 65,82        |
|                | Dubois              | Légitimistes               | 2 209        | 34,01        |
|                | Divers              | Divers                     | 11           | 0,17         |
|                |                     |                            |              |              |
| Inscrits       | Inscrits            | Inscrits                   | 8 729        | 100,00       |
| Votants        | Votants             | Votants                    | 6 517        | 74,66        |
| Abstention     | Abstention          | Abstention                 | 3 212        | 25,34        |
| Blancs et nuls | Blancs et nuls      | Blancs et nuls             | 22           | 0,34         |
| Exprimés       | Exprimés            | Exprimés                   | 6 495        | 99,66        |

### Arrondissement de Saint-Flour
| Candidats      | Candidats                     | Étiquette,          | Premier tour | Premier tour |
| Candidats      | Candidats                     | Étiquette,          | Voix         | %            |
| -------------- | ----------------------------- | ------------------- | ------------ | ------------ |
|                | Jean Oudoul                   | Gauche républicaine | 6 923        | 66,48        |
|                | Stanislas de La Rochefoucauld | Légitimistes        | 3 491        | 33,52        |
|                |                               |                     |              |              |
| Inscrits       | Inscrits                      | Inscrits            | 12 617       | 100,00       |
| Votants        | Votants                       | Votants             | 10 432       | 82,68        |
| Abstention     | Abstention                    | Abstention          | 2 185        | 17,32        |
| Blancs et nuls | Blancs et nuls                | Blancs et nuls      | 18           | 0,17         |
| Exprimés       | Exprimés                      | Exprimés            | 10 414       | 99,83        |